# Domaine de mort
Le domaine de mort (DD) est un domaine protéique particulier constitué d'un groupe de six hélices α. C'est une sous-classe de motifs structurels connus sous le terme anglais death fold (en), qu'on pourrait traduire par « repliement de mort ». Il est apparenté structurellement et du point de vue de sa séquence au domaine DED (en) et au domaine CARD (en), qui interviennent dans des processus semblables et présentent des propriétés d'interaction de même type. Des domaines de mort peuvent se lier entre eux pour former des oligomères. Il existe de nombreuses protéines diversifiées qui contiennent des domaines de mort chez les mammifères. Parmi ces protéines, les domaines de mort peuvent se retrouver combinés à divers autres domaines, tels que des domaines CARD (en), DED (en), TIR, ZU5 ou kinase, des répétitions ankyrine, des repliements caspase, des glissières à leucine ou des répétitions riches en leucine.
Certaines protéines contenant un domaine de mort sont impliquées dans la régulation de l'apoptose et de l'inflammation en activant des caspases et le facteur NF-κB, qui font généralement intervenir des interactions avec des récepteurs de cytokines (en) comme le TNF α,. Chez l'homme, huit des 30 plus connus des récepteurs de TNF contiennent un domaine de mort dans leur extension cytoplasmique. Plusieurs de ces récepteurs de TNF utilisent l'activation par une caspase comme mécanisme de signalisation. Le domaine de mort favorise l'auto-assemblage de ces récepteurs, ce qui donne le signal déclenchant les événements subséquents conduisant à l'apoptose. D'autres protéines qui contiennent un domaine de mort, comme les ankyrines et les protéines MyD88 et IRAK1 (en) ne sont cependant probablement pas directement liées à la signalisation de mort cellulaire. Certaines protéines ayant un domaine de mort peuvent être liées au système immunitaire inné, en communiquant avec des récepteurs de type Toll à l'aide de protéines adaptatrices telles que MyD88.
La superfamille du domaine de mort est l'une des superfamilles de domaines protéiques les plus étendues et les plus étudiées. En avril 2020, elle comptait quatre sous-familles : celle du domaine de mort (DD), celle du domaine effecteur de mort (en) (DED), celle du domaine CARD (en) et celle du domaine pyrine (en) (PYR). Ces protéines sont conservées par l'évolution dans de nombreux organismes multicellulaires tels que les mammifères, les drosophiles et Caenorhabditis elegans. L'analyse du génome humain a permis d'identifier la répartition suivante par sous-familles chez l'homme : 32 DD, 7 DED, 28 CARD et 19 PYR.
Certaines protéines à domaine de mort jouent un rôle dans les cancers et dans de nombreuses infections à travers plusieurs familles de telles protéines et d'altérations génétiques spécifiques qui leur confèrent un rôle dans le déclenchement de l'apoptose. Ces altérations surviennent souvent dans les gènes codant des médiateurs de l'apoptose ou de la nécroptose, ce qui peut permettre le développement de résistances à la mort cellulaire, important caractéristique des cancers. De nombreux cancers contiennent un oncogène qui inhibe la présentation d'antigènes aux leucocytes par le complexe majeur d'histocompatibilité à la surface des cellules. Ces tumeurs malignes sont nombreuses à présenter un sous-ensemble de cas avec des altérations génomiques dans les composants des voies de mort intrinsèques ou extrinsèques des cellules, y compris l'amplification et la surexpression de la protéine FADD et des inhibiteurs de l'apoptose (en) (IAP), ainsi que des mutations dans les gènes codant les caspases. Ceci s'observe par exemple dans près de la moitié des cas de cancer des voies aérodigestives supérieures.